# لوئیک نوته
لوئیک نوته (فرانسوی: Loïc Nottet‎؛ زادهٔ ۱۰ آوریل ۱۹۹۶) یک موسیقی‌دان اهل بلژیک است. وی از سال ۲۰۱۴ میلادی تاکنون مشغول فعالیت بوده‌است. وی در یوروویژن ۲۰۱۵ به نمایندگی از بلژیک ترانه ریتم درون را اجرا کرد و چهارم شد.